# Traffico BUM
Il traffico BUM (Broadcast, Unknown-Unicast e Multicast) è un concetto riferito al computer networking. È un termine generico usato per descrivere tre tipi di traffico Ethernet: broadcast, unicast e multicast Ethernet.

## Descrizione

Figura A: Esempio di traffico Broadcast

In computer networking, il traffico Broadcast, Unknown-Unicast e Multicast (BUM) si riferisce al traffico di rete che viene inviato a molteplici destinazioni o che non può essere mandato solamente alla destinazione di interesse.
Il traffico Broadcast viene usato per trasmettere un messaggio a tutte le destinazioni possibilmente raggiungibili nella rete senza il bisogno di avere alcuna informazione sui dispositivi destinatari. 
Quando il traffico di Broadcast arriva in uno switch viene replicato su tutte le porte associate alla rispettiva rete VLAN ad eccezione di quella da cui il traffico proviene (esempio in Figura A).

Figura B: Esempio di Traffico Unknown-unicast dove A è la sorgente e B è la destinazione "sconosciuta"

Il traffico Unknown-Unicast avviene quando uno switch riceve traffico che dovrebbe arrivare a una destinazione che però non è presente nella sua tabella CAM (Content Addressable Memory). In tal caso lo switch contrassegna il frame per il flooding e lo inoltra a tutte le porte nella rispettiva VLAN (esempio in Figura B). Svolgere questo tipo di azione potrebbe portare a un eccessivo traffico che renderebbe le prestazioni della rete piuttosto scarse o comporterebbe persino la completa perdita del servizio di rete. Tale flooding di pacchetti è noto come traffic storm.

Figura C: Esempio di Traffico Multicast verso 5 destinazioni

Il traffico Multicast permette a un host di contattare un sottoinsieme di dispositivi, causando la diffusione di un messaggio quando non è presente un meccanismo di "group management" (esempio in Figura C).
Il flooding di BUM frames è richiesto nel transparent bridging e in un contesto di data center non scala bene causando scarsi rendimenti.

## Controllo del traffico BUM

### Throttling
Un problema che potrebbe sorgere in alcuni casi riguarda la non capacità di alcuni dispositivi presenti nella rete di gestire alti ritmi di traffico broadcast, unknown-unicast o multicast. Talvolta, è possibile limitare il traffico BUM per determinate porte in modo da avere un controllo sul numero di pacchetti o bytes che vengono mandati nella VLAN agli altri dispositivi. Tale threshold è rappresentato in kilobits per secondo (kbps), e può essere impostato per broadcast rate, multicast rate e unknown-unicast rate in maniera del tutto indipendente.

### Limitare il traffico BUM su porte specifiche
Nel caso di traffico unknown-unicast potrebbe sorgere un problema relativo alla sicurezza. Per prevenire l'eccessivo traffico di unknown-unicast negli switch, è infatti possibile configurare la rete in modo da deviarlo su determinate trunk ports così da dividere il traffico proveniente da diverse VLAN o usare specifiche trunk ports per più reti VLAN.

## Gestione del BUM nelle reti VxLAN
L'uso di una VXLAN consente di fornire servizi di connettività Layer-2 tra endpoints che possono essere distribuiti su domini di rete Layer-3. Questi endpoints devono essere in grado di inviare e ricevere frames multi-destinazione Layer-2 (traffico BUM), poiché sono logicamente parte dello stesso dominio Layer-2. Il traffico BUM può essere scambiato attraverso i confini di rete Layer-3 solo se incapsulato in pacchetti VXLAN indirizzati a un gruppo multicast, in modo da sfruttare la rete per i servizi di replica del traffico.
In Data Plane Learning il traffico broadcast è replicato per tutti i membri del gruppo multicast.

In Control Plane Learning  gli indirizzi vengono raccolti e inoltrati tramite BGP. Il traffico di broadcast viene soppresso e il VTEP risponde direttamente al chiamante.
Esistono principalmente due modi in cui la rete VxLAN può gestire il traffico BUM:  ‘’Multicast’’ e ‘’Head End Replication’’.
1. Multicast
Il Multicast è il più comune e ogni VNI (VxLAN Network Identifier) viene associata a un singolo gruppo multicast, mentre ogni gruppo multicast può essere associato a una o più VNI. Quando il VTEP prende vita sfrutta IGMP per unirsi ai gruppi multicast per le VNI che utilizza. Così, quando il VTEP deve inviare traffico BUM, lo invierà solo al gruppo multicast pertinente.
2. Head End Replication
Head End Replication è disponibile solo se si utilizza una rete di tipo BGP-EVPN. È meno efficiente del multicast e non è scalabile, ma è più semplice da implementare se non si dispone di un'infrastruttura abilitata per il multicast. In Head End Replication, quando arriva il traffico BUM, il VTEP crea diversi pacchetti unicast e ne invia uno a ciascun VTEP che supporta la VNI.

## Gestione del BUM nel PBB-EVPN

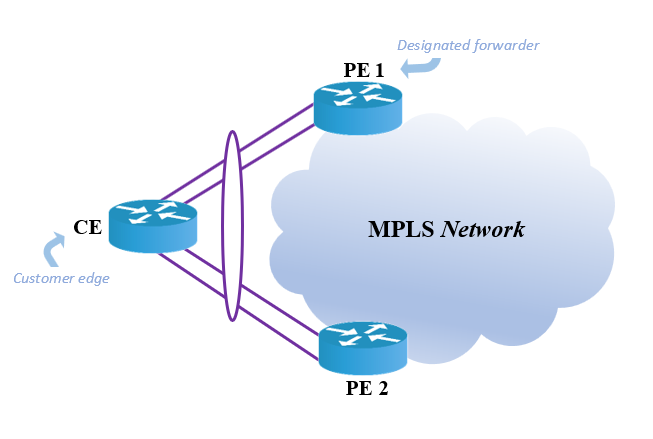
Figura D: Esempio di BUM in PBB-EVPN nel caso di Dual home device e all-active load-balancing

La Ethernet VPN (EVPN) e il Provider Backbone Bridging EVPN (PBB-EVPN) sono soluzioni di nuova generazione in grado di fornire servizi ethernet multipoint nelle reti MPLS. Nelle operazioni svolte in EVPN i router PE (Provider Edge) trovano automaticamente gli altri quando sono connessi allo stesso segmento ethernet e selezionano un DF (Designated Forwarder) responsabile per l'invio del traffico BUM (esempio in Figura D).
In una VXLAN-EVPN, l'operazione di MAC learning avviene tramite il control plane piuttosto che data plane. Inoltre, il traffico viene accettato solamente dai VTEP che abbiano elaborato le informazioni attraverso il control plane, in caso contrario il traffico verrà eliminato. Ciò garantisce un maggior livello di sicurezza.